# 캔 (음악 그룹)
캔은 1998년에 결성된 대한민국의 남성 듀오이다. 이종원과 유해준으로 구성되었다가, 유해준이 1집을 끝으로 탈퇴하여 2집부터는 배기성과 이종원 2명이서 활동하게 되었다. 2명 모두 보컬을 담당한다. 대표곡으로 "내 생에 봄날은", "가라가라" "맨발의 청춘", "천상연" 등이 있다.

## 음반 목록
- 1집 Version 1.0 (1998년)
- 2집 Genderless (1999년)
- 3집 Can with piano CD1 (2000년)
- 4집 Gray Market (2001년)
- 5집 My Way (2002년)
- 6집 Old & New (2003년)
- 6.5집 Hot Summer Play (2003년)
- 7집 The 10th Anniversary - Variation (2004년)
- 핸드폰애가 (2009년)
- 나는 대한민국이다! (2010년) - (캔 & 컬투)
- 세상, 가장 아름다운 사람은 당신이죠 (2010년)
- Special Edition (2010년)
- 눈부신 너에게 (2011년)
- 내 사랑 간장게장 (2011년)
- 한춘상 일미 간장게장 (2011년)
- 모든걸 걸었다 (2012년)
- `을`이 `갑`에게 (2013년)

## OST
- 내 생애 봄날은 - 피아노 OST

## 주제가
- 2001년 탱구와 울라숑 오프닝
- 2001년 로봇용사 다그온 오프닝

## 수상 경력
- 2002년 SBS 가요대전 드라마OST부문
- 2002년 KBS 가요대상올해의 가수상 (청소년 부문)
- 2006년 제16회 서울가요대상 스포츠서울 공로상

### 가요 프로그램 1위
| 연도            | 수상 내역 (총 3회) |
| --------------- | --- |
| 2002년 (총 3회) | - 내 생에 봄 날은 (총 3회) - 2월 16일 MBC 《생방송 음악캠프》 1위 - 2월 23일 MBC 《생방송 음악캠프》 (2주 연속) - 3월 2일 MBC 《생방송 음악캠프》 (3주 연속, 통산 3주) |